# مرصبة (ذمار)
مرصبه هي إحدى قرى الجمهورية اليمنية. تتبع جغرافيا لمحافظة ذمار وإداريًا لمديرية عنس. يبلغ تعداد سكانها 2834 نسمة حسب الإحصاء الذي أجري عام 2004.